# جيم باول (مؤرخ)
جيم باول (بالإنجليزية: Jim Powell)‏ هو مؤرخ أمريكي، ولد في 1944.